# Gymnangium birostratum
Gymnangium birostratum is een hydroïdpoliep uit de familie Aglaopheniidae. De poliep komt uit het geslacht Gymnangium. Gymnangium birostratum werd in 1914 voor het eerst wetenschappelijk beschreven door Bale. 